# Margan-e Vasaţ
Margan-e Vasaţ (persiska: مرگن وسط, مَرگَنِ وَسَط) är en ort i Iran.   Den ligger i provinsen Västazarbaijan, i den nordvästra delen av landet, 700 km nordväst om huvudstaden Teheran. Margan-e Vasaţ ligger 1 015 meter över havet och antalet invånare är 564.
Terrängen runt Margan-e Vasaţ är platt åt nordost, men åt sydväst är den kuperad.Runt Margan-e Vasaţ är det ganska glesbefolkat, med 39 invånare per kvadratkilometer. Närmaste större samhälle är Showţ, 17,6 km nordväst om Margan-e Vasaţ. Trakten runt Margan-e Vasaţ består i huvudsak av gräsmarker.